# Stewart Robson
Stewart Ian Robson (ur. 6 listopada 1964 w Billericay) – angielski piłkarz występujący na pozycji pomocnika, a później także trener. Wychowanek Arsenalu, w trakcie swojej kariery grał także w takich zespołach jak West Ham United oraz Coventry City. Młodzieżowy reprezentant Anglii. Także jest komentatorem meczów w grach FIFA 23 oraz EA Sports FC 24